# NGC 4897
NGC 4897 é uma galáxia espiral barrada (SBbc) localizada na direcção da constelação de Virgo. Possui uma declinação de -13° 26' 56" e uma ascensão recta de 13 horas, 00 minutos e 52,9 segundos.
A galáxia NGC 4897 foi descoberta em 21 de Abril de 1882 por Ernst Wilhelm Leberecht Tempel.